# 延平县 (福建)
南平县，中国古县名。
东晋太元四年（379年），改南平县为延平县。刘宋泰始年间（465─471年），复名南平县。治所在今福建省南平市延平区。